# Anna Maria Francesca di Sassonia-Lauenburg
Anna Maria Francesca di Sassonia-Lauenburg (Neuhaus an der Elbe, 13 giugno 1672 – Reichstadt, 15 ottobre 1741) era figlia del duca Giulio Francesco di Sassonia-Lauenburg e della principessa palatina Edvige del Palatinato-Sulzbach (1650-1681). In quanto moglie di Gian Gastone de' Medici, fu l'ultima granduchessa di Toscana di Casa Medici.

## Biografia

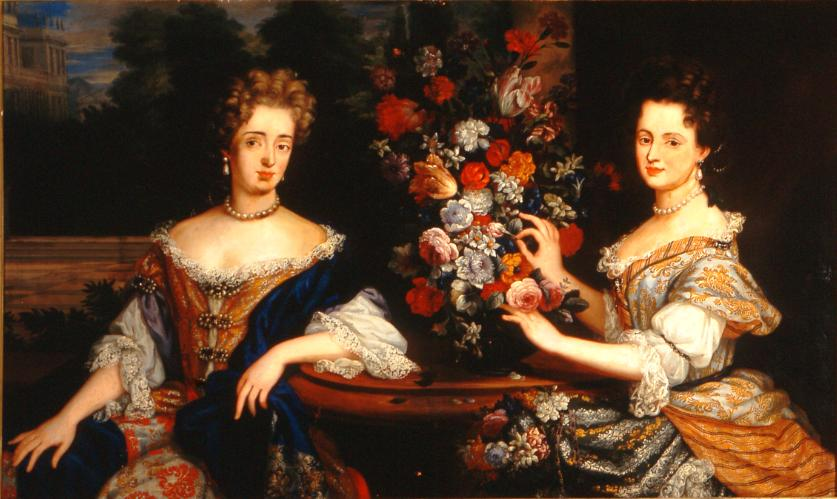
Anna Maria Francesca (a destra) con la sorella Sibilla Augusta, margravia di Baden-Baden. Dipinto conservato al castello di Rastatt.

Nel 1676 la famiglia si trasferì a Schlackenwerth, in Boemia, dove Anna Maria Francesca e la sorella Sibilla Augusta trascorsero la loro giovinezza. Nel 1681 rimasero orfane di madre, ma il padre non si risposò.
Le due principesse rappresentavano l'unica prole legittima del duca, che morì nel 1689. Le leggi della Sassonia-Lauenburg consentivano in teoria la successione per via femminile del ducato, tuttavia l'estinzione del ramo maschile degli Ascanidi accese violenti scontri militari tra vari principi confinanti riguardo all'eredità del ducato.
Anna Maria Francesca sposò in prime nozze, a Raudnitz, il 29 ottobre 1690, il principe e conte palatino Filippo Guglielmo Augusto di Neuburg, da cui ebbe una figlia, Maria Anna.
Rimasta vedova giovanissima – il marito morì dopo nemmeno tre anni di matrimonio – fu convinta da Anna Maria Luisa de' Medici (moglie del cognato Giovanni Guglielmo, elettore palatino) a sposare suo fratello Gian Gastone, cadetto di Casa Medici e secondo nella linea di successione al trono granducale. Le nozze avvennero a Düsseldorf il 2 luglio 1697. Il matrimonio, però, fu uno dei peggio assortiti per la famiglia fiorentina: contrariamente alle usanze del tempo, fu Gian Gastone che dovette trasferirsì presso la moglie, dal momento che quest'ultima non desiderava lasciare i suoi feudi a Reichstadt, un piccolo villaggio fra le montagne della Boemia.

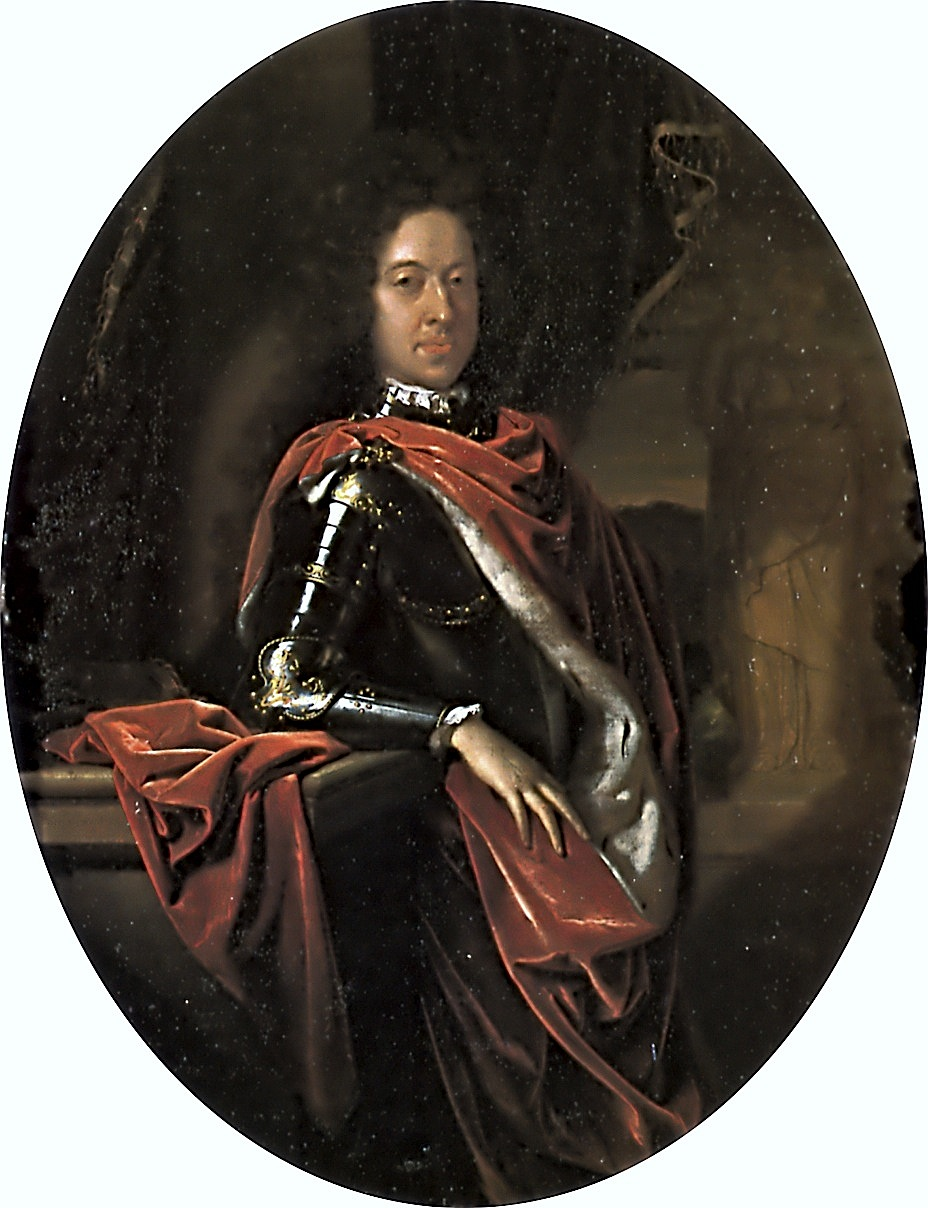
Adriaen van der Werff, Gian Gastone de' Medici, 1698-1707, Alte Pinakothek, Monaco di Baviera.

I due erano di carattere e gusti completamente diversi: spartana e financo rozza lei, dedita soprattutto alla caccia e alla buona tavola, malinconico e abulico lui, attratto dall'arte e dalle raffinatezze, oltre ad essere apertamente omosessuale. Nonostante vari tentativi da Firenze, da Düsseldorf, e anche da Roma, per convincere la principessa a trasferirsi a Firenze, Anna Maria Francesca continuò a rifiutare di farlo per il resto dei suoi giorni. Gian Gastone finì per allontanarsi dalla moglie, affogando la propria insoddisfazione personale e la depressione nel gioco d'azzardo e nell'alcool, risiedendo principalmente a Praga.
Dopo aver fatto un viaggio sino a Versailles, dove fece una buona impressione su Luigi XIV, ed aver girato i Paesi Bassi e alcuni stati tedeschi, Gian Gastone tentò di riavvicinarsi alla moglie, ma senza ottenere risultati. Alla fine, il granduca Cosimo III si risolse a richiamarlo definitivamente a Firenze nel 1708, anche perché il gran principe Ferdinando, fratello maggiore di Gian Gastone ed erede al trono, cominciava a vacillare a causa della sifilide. Ferdinando morì nel 1713 senza figli, facendo di Gian Gastone il gran principe di Toscana. Cosimo III si spense nel 1723, lasciando nelle mani del figlio minore uno Stato povero e assoggettato al dominio della Chiesa. Nonostante le scarse premesse, visto che la Toscana era priva di un erede e in balia delle decisioni delle grandi potenze europee in merito alla questione della successione, nei suoi anni di governo Gian Gastone riuscì a migliorare ampiamente le condizioni del granducato, avviandolo ad essere uno Stato più laico e moderno. Anna Maria Francesca, pur essendo divenuta granduchessa di Toscana, continuò a risiedere a Reichstadt. Il maritò morì nel 1737, ultimo membro maschile del ramo granducale di Casa Medici, mentre lei si spense qualche anno più tardi, nel 1741. Fu sepolta accanto al primo marito nella chiesa parrocchiale di Reichstadt.

## Discendenza
Anna Maria Francesca e Filippo Guglielmo Augusto ebbero una figlia, Maria Anna Carolina (1693-1751), che sposò Ferdinando Maria Innocenzo di Baviera (1699-1738) figlio del principe elettore Massimiliano II Emanuele di Baviera.
Dal matrimonio con Gian Gastone de' Medici, forse addirittura mai consumato, non nacquero figli.

## Ascendenza
|                                            |                                 |                                      | Genitori                            |  |  | Nonni |  |  | Bisnonni                           |  |  | Trisnonni                         |  |
|                                            |                                 |                                      |                                     |  |  |       |  |  | Francesco II di Sassonia-Lauenburg |  |  | Francesco I di Sassonia-Lauenburg |  |
|                                            |                                 |                                      |                                     |  |  |       |  |  | Francesco II di Sassonia-Lauenburg |  |  | Francesco I di Sassonia-Lauenburg |  |
|                                            |                                 | Sibilla di Sassonia                  |                                     |  |  |       |  |  | Francesco II di Sassonia-Lauenburg |  |  |                                   |  |
| Giulio Enrico di Sassonia-Lauenburg        |                                 |                                      |                                     |  |  |       |  |  | Francesco II di Sassonia-Lauenburg |  |  |                                   |  |
|                                            |                                 | Maria di Brunswick-Wolfenbüttel      | Giulio di Brunswick-Lüneburg        |  |  |       |  |  |                                    |  |  |                                   |  |
|                                            |                                 | Maria di Brunswick-Wolfenbüttel      | Giulio di Brunswick-Lüneburg        |  |  |       |  |  |                                    |  |  |                                   |  |
|                                            |                                 | Maria di Brunswick-Wolfenbüttel      | Edvige di Brandeburgo               |  |  |       |  |  |                                    |  |  |                                   |  |
| Giulio Francesco di Sassonia-Lauenburg     |                                 | Maria di Brunswick-Wolfenbüttel      |                                     |  |  |       |  |  |                                    |  |  |                                   |  |
|                                            |                                 | Guglielmo von Popel-Lobkowicz        | Giovanni IV von Lobkowicz           |  |  |       |  |  |                                    |  |  |                                   |  |
|                                            |                                 | Guglielmo von Popel-Lobkowicz        | Giovanni IV von Lobkowicz           |  |  |       |  |  |                                    |  |  |                                   |  |
|                                            |                                 | Guglielmo von Popel-Lobkowicz        | Elisabeth von Roggendorf            |  |  |       |  |  |                                    |  |  |                                   |  |
| Anna Maddalena von Popel-Lobkowicz         |                                 | Guglielmo von Popel-Lobkowicz        |                                     |  |  |       |  |  |                                    |  |  |                                   |  |
|                                            |                                 | …                                    | …                                   |  |  |       |  |  |                                    |  |  |                                   |  |
|                                            |                                 | …                                    | …                                   |  |  |       |  |  |                                    |  |  |                                   |  |
|                                            |                                 | …                                    | …                                   |  |  |       |  |  |                                    |  |  |                                   |  |
| Anna Maria Francesca di Sassonia-Lauenburg |                                 | …                                    |                                     |  |  |       |  |  |                                    |  |  |                                   |  |
|                                            | Augusto del Palatinato-Sulzbach | Filippo Luigi del Palatinato-Neuburg |                                     |  |  |       |  |  |                                    |  |  |                                   |  |
|                                            | Augusto del Palatinato-Sulzbach | Filippo Luigi del Palatinato-Neuburg |                                     |  |  |       |  |  |                                    |  |  |                                   |  |
|                                            | Augusto del Palatinato-Sulzbach | Anna di Jülich-Kleve-Berg            |                                     |  |  |       |  |  |                                    |  |  |                                   |  |
| Cristiano Augusto del Palatinato-Sulzbach  | Augusto del Palatinato-Sulzbach |                                      |                                     |  |  |       |  |  |                                    |  |  |                                   |  |
|                                            |                                 | Edvige di Holstein-Gottorp           | Giovanni Adolfo di Holstein-Gottorp |  |  |       |  |  |                                    |  |  |                                   |  |
|                                            |                                 | Edvige di Holstein-Gottorp           | Giovanni Adolfo di Holstein-Gottorp |  |  |       |  |  |                                    |  |  |                                   |  |
|                                            |                                 | Edvige di Holstein-Gottorp           | Augusta di Danimarca                |  |  |       |  |  |                                    |  |  |                                   |  |
| Edvige del Palatinato-Sulzbach             |                                 | Edvige di Holstein-Gottorp           |                                     |  |  |       |  |  |                                    |  |  |                                   |  |
|                                            |                                 | Giovanni VII di Nassau-Siegen        | Giovanni VI di Nassau-Dillenburg    |  |  |       |  |  |                                    |  |  |                                   |  |
|                                            |                                 | Giovanni VII di Nassau-Siegen        | Giovanni VI di Nassau-Dillenburg    |  |  |       |  |  |                                    |  |  |                                   |  |
|                                            |                                 | Giovanni VII di Nassau-Siegen        | Elisabetta di Leuchtenberg          |  |  |       |  |  |                                    |  |  |                                   |  |
| Amalia di Nassau-Siegen                    |                                 | Giovanni VII di Nassau-Siegen        |                                     |  |  |       |  |  |                                    |  |  |                                   |  |
|                                            |                                 | Maddalena di Waldeck                 | Filippo IV di Waldeck               |  |  |       |  |  |                                    |  |  |                                   |  |
|                                            |                                 | Maddalena di Waldeck                 | Filippo IV di Waldeck               |  |  |       |  |  |                                    |  |  |                                   |  |
|                                            |                                 | Maddalena di Waldeck                 | Jutta di Isenburg                   |  |  |       |  |  |                                    |  |  |                                   |  |
|                                            |                                 | Maddalena di Waldeck                 |                                     |  |  |       |  |  |                                    |  |  |                                   |  |